# Glyphis siamensis
Glyphis siamensis — один из видов рода Пресноводные серые акулы, семейство Carcharhinidae. Вид известен по единственному музейному образцу, который был пойман в устье реки Иравади в Мьянме. У этой акулы утолщенное туловище ровного серого окраса, короткая округлая  морда, маленькие глаза и широкий первый спинной плавник. Без анатомического обследования её трудно отличить от других представителей своего рода. О её естественной истории практически ничего неизвестно,  считается что она питается рыбой и размножается путём живорождения. Международный союз охраны природы (МСОП) оценил статус сохранности этого вида, как «Вид на грани исчезновения», так как его ареал крайне ограничен, этот вид акул страдает от чрезмерной добычи и ухудшения условий среды обитания.

## Таксономия
Единственный известный образец, пойманный в XIX веке в реке Иравади, был описан, как Carcharias siamensis австрийским ихтиологом  Францем Штейндахнером и хранился в Annalen des Naturhistorischen Museums  в Вене. Однако последующие авторы сомневались существовании этого вида, рассматривая его как необычную акулу бык (Carcharhinus leucas), пока в 2005 году систематик Леонард Компаньо не признал его в качестве отдельного вида, принадлежащего к  роду Glyphis .

## Ареал
Glyphis siamensis обитает в дельте реки Иравади неподалёку от Янгона в  Мьянме, видимо, в солоноватой водах с илистым дном и берегами, заросшими манграми.

## Описание
Единственный образец акулы Glyphis siamensis представлял собой неполовозрелого самца длиной 60 см, взрослые особи предположительно достигают в длину 1—3 м. Как и у прочих пресноводных акул, у Glyphis siamensis крепкое тело с высокой спиной, округлая короткая морда и широкий рот. Крошечные глаза, ноздри маленькие и широко расставленные. Во рту по 29 верхних и нижних зубных рядов, по углам рта имеются борозды. Верхние зубы широкие, треугольные, имеют вертикальный постав и зазубренные края, края нижних зубов покрыты мелкими зубцами, у основания имеется пара небольших заострённых выступов.
Первый спинной плавник широкий, треугольный, его основание лежит над задним краем грудных плавников. Второй спинной плавник по высоте в 2 раза ниже первого. Гребень между спинными плавниками отсутствует. На каудальном крае анального плавника имеется глубокая выемка. Окрас ровный серовато-коричневый, брюхо белое, без заметной маркировки плавников. Эта акула больше всего напоминает индийскую серую акулу (Glyphis gangeticus), но у неё больше позвонков (209 против 169) и меньше зубов (29/29 по сравнению с 32—37/31—34).

## Биология и экология
Небольшие зубы Glyphis siamensis дают основание предположить, что она в основном охотится на рыб, а её маленькие глаза приспособлены для обитания в очень мутной воде. Предположительно это живородящий вид акул.

## Взаимодействие с человеком
В устье реки Иравади, являющейся единственным местом обитания Glyphis siamensis, ведётся интенсивный кустарный рыбный промысел, в основном с помощью жаберных сетей, а также удочек и электричества. Деградация среды обитания, в том числе, загрязнение воды и  вырубка деревьев по берегам, представляет угрозу для дальнейшего существования этой акулы. Международный союза охраны природы (МСОП) внёс Glyphis siamensis в список видов находящихся на грани исчезновения. За последние 100 лет не было документально зафиксировано ни одной поимки представителя этого вида акул.